# Heliopora coerulea
Heliopora coerulea là một loài san hô trong họ Helioporidae. Loài này được Pallas mô tả khoa học năm 1766. Đây là loài duy nhất trong họ Helioporidae và là loài Octocoral duy nhất được biết là tạo ra khung xương khổng lồ. Khu xương của nó được cấu tạo từ aragonit, tương tự như khung xương của scleractinia. Các polyp riêng biệt sống trong các ống bên trong khung xương và được kết nối với nhau bằng một lớp mô mỏng bao bọc bên ngoài khung xương.
Đây là loài phân bố phổ biến trong các rạn san hô nông và được tìm thấy trong khắp khu vực Ấn Độ Dương-Thái Bình Dương bao gồm quần đảo Ryukyu phía nam Nhật Bản, biển San hô miền bắc Úc và American Samoa. Quần xã san hô lam lớn nhất trên thế giới được cho là sinh sống ngoài khơi đảo Ishigaki của quần đảo Yaeyama tây nam Nhật Bản.

## Hình ảnh

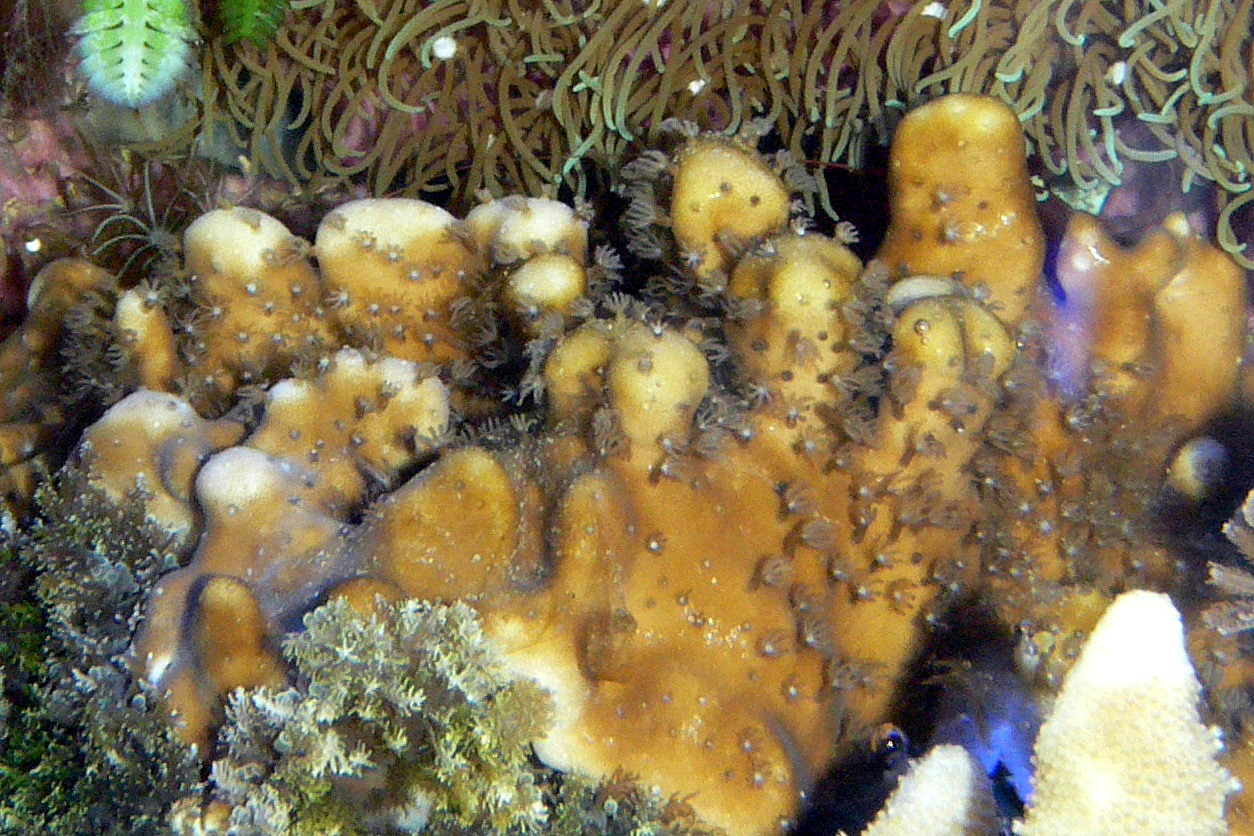
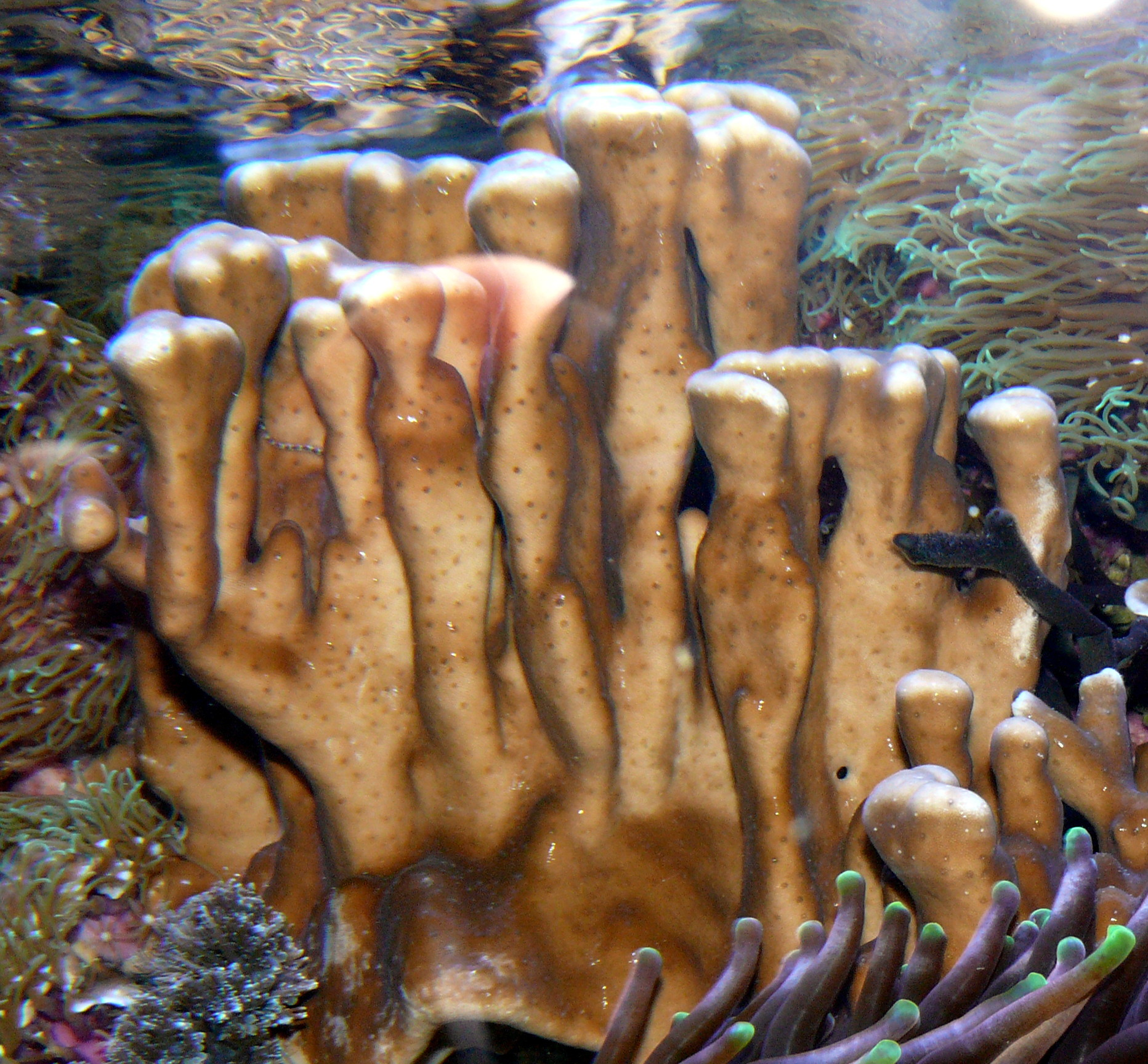
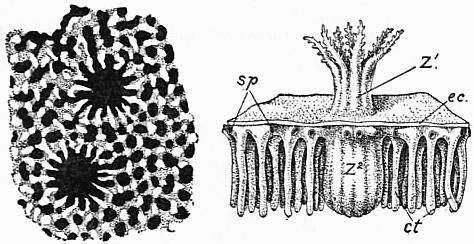